# フィリピンの戦い (1944年-1945年)
1944年から1945年のフィリピンの戦い（フィリピンのたたかい）は、第二次世界大戦後期において、フィリピン奪回を目指す連合国軍と、防衛する日本軍との間で行われた戦闘である。日本軍は「捷一号作戦」と呼ばれる計画に基づいて防衛を試みたが、アメリカ軍を中心とする連合軍が勝利を収めた。

## 背景

### 前史
米比戦争の結果、1901年以降フィリピンはアメリカンに占領され植民地となっていたがマニュエル・ケソンらフィリピン独立派の尽力で、徐々に自治が認められるようになっていた。
1929年に世界恐慌が発生するとアメリカ国内においてフィリピン産の農産物が無課税でアメリカ本土に移入されていることが問題視されるようになり、主に砂糖業界から関税を課すことを目的にフィリピン独立が要求されることになった。
こうして1934年にアメリカ議会はタイディングス・マクダフィー法で10年後の独立を認め、フィリピン・コモンウェルス（フィリピン独立準備政府）が成立した。初代大統領にはマニュエル・ケソンが就任した。
1941年の時点で既に独自の憲法と議会、行政府、最高裁を持ち、アメリカ軍の監督下で独自のフィリピン軍の創設が着手されていた。
一方日本から見てフィリピンは日本本土とオランダ領東インドなどの南方資源地帯との中間に位置し、アメリカ軍はここを拠点にしてシーレーンの遮断が行えると認識していた。
日本が対米参戦を決意した要因の一つにはアメリカを無視してオランダ領やイギリス領の南方資源地帯を占領してもアメリカ軍がフィリピンを拠点にすれば容易に海上封鎖ができると考えたためであった。
日本軍は真珠湾攻撃直後の1941年12月22日にルソン島に上陸し、翌年1月2日には首都マニラを占領した。
1942年4月から5月にかけてバターン半島とコレヒドール島に立て篭もっていたアメリカ軍とフィリピン軍が降伏するが、この際に日本軍の管理下にあったアメリカ軍やフィリピン軍の捕虜が大量死する出来事があった（バターン死の行進）。
日本軍による占領の結果アメリカへの経済依存度が高かったフィリピンは困窮し、また日本軍の軍政府はコモンウェルス政権が発行した紙幣の一部を無効とした上で軍票を乱発したためインフレーションを発生させ、物資不足を悪化させた。しかし欧米からの支配下ではなくなったフィリピン人は親日の政府を作った。
フィリピン・コモンウェルスのマニュエル・ケソン大統領はフィリピン陥落寸前にホセ・アバド・サントスを残留政府の大統領代行としたうえでアメリカ極東陸軍司令官のダグラス・マッカーサーと共に逃亡し、その後ワシントンにて亡命政府を建てた。ケソン大統領はフィリピンの開放と完全独立を見ることなく1944年8月に病死し、副大統領だったセルヒオ・オスメニャが後を継いだ。サントス大統領代行はセブ島でゲリラ戦を行ったが日本軍に捕えられ銃殺刑に処された。

### 日本
1944年6月のマリアナ沖海戦は日本の敗北に終わり、7月9日にはサイパン島を失陥してマリアナ諸島の喪失も確実なものとなった。この敗北は日本の政治情勢にも影響し、東條英機内閣が倒れて、7月22日に小磯内閣が誕生した。しかし、陸軍軍人とは言え予備役に引いていた小磯國昭に陸軍を抑える力はなく、この政変は陸軍、特に参謀本部の発言力を強める結果となったとされる。
その陸軍参謀本部は7月15日、今後の戦争指導方針として次の4案を示した。
1. 短期決戦案
  - 本年後期に国力戦力の全縦深を展開して対米決戦を指導し、明年以降の施策は全然考慮しない。
2. 決戦重点二本立案
  - 本年後期に国力戦力の徹底的重点（七〜八割）を構成して主敵米の進攻に対し決戦的努力を傾倒し、一部（二〜三割）をもって長期戦的努力を強化する。
3. 併行二本立案
  - 本年後期従来程度の決戦的努力を行なうと共に、併せて長期戦的努力を行なう。
4. 長期戦重点二本立案
  - 戦局の前途短期決戦の見込みなきをもって決戦的努力を従とし、長期戦的努力を主とする。

日本の「戦力は既に破断界に達している」と認識していた参謀本部は第2案を推薦、梅津美治郎参謀総長もこの案を推し25日陸軍大臣杉山元と協議してこれを採用した。児島襄は初期著作『太平洋戦争』で、「もし第二案の決戦で敵に大打撃を与えれば、同じ和を求めるにしても、ずるずると敗戦するよりも立場は有利になるだろう」と評した。これがいわゆる「一撃講和」の基本的な考えである。
この間、大本営は、7月18日から3日間にわたり陸海軍合同研究を行って新たな防衛計画「捷号作戦」を立案し、7月24日に裁可された。作戦は地域別に捷一号から捷四号と名付けられ、このうちフィリピン方面の防衛作戦が捷一号作戦とされた。日本にとって、フィリピンを奪還されることは、本土と南方資源地帯の連絡が遮断されることであり、戦争全体の敗北に繋がるものであった。
陸軍は24日、作戦準備を各軍に命じた。ルソン島、レイテ島ほかの地区を防衛するために第14方面軍が1944年8月4日に創設された。方面軍司令官となった山下大将がルソン島ニルソン飛行場へ降り立ったのは、1944年10月6日であった。第14方面軍は、ルソン島に4個師団、レイテ島に1個師団、ミンダナオ島に2個師団、ミンドロ島・サマール島・セブ島・ボホール島に各1個大隊、その他に計3個大隊を配置した。このほか、ボルネオ島には9月に第37軍（2個旅団）が置かれた。
その後、大本営政府連絡会議から名称を改めた最高戦争指導会議の最初の会議が8月19日開かれた。このとき「世界情勢判断」と「今後採るべき戦争指導の大綱」が決定され、前者でドイツが敗北必至であると認め、後者では「欧州情勢の推移如何に関わらず、帝国は決戦的努力を傾倒して敵を破摧（はさい）、政略施策と相俟って飽く迄も戦争完遂に邁進せざるべからず」と結論し太平洋方面での決戦方針を追認、同時に大陸において対ソ連への独ソ和平工作、対重慶（中国国民党）への和平工作を行なうこととした（以上、日本の背景は主に児島襄『太平洋戦争　下』「フィリピンに決戦を求めて」に拠る、中公新書、後同文庫）。

### アメリカ
下記のように、アメリカのフィリピン奪回のスケジュールは対日反攻が相当進展してからも紆余曲折を辿った。その理由は陸海軍、統合参謀本部などの主要指揮官の間の意見の違い、ヨーロッパ戦線との兵力配分、秋の大統領選挙への影響、対日戦終結後の蔣介石政権支援のための大陸への兵力展開といった要素が考慮されたからであった。
1943年11月のカイロ会談で、中部太平洋進攻とニューギニアからフィリピン方面への進攻の両者を進める方針が決まり、おおまかな手順も定まった。2つの進路のうち、優先度は中部太平洋の方が上であった。
1944年6月の段階でも、統合参謀本部はフィリピンを素通りしたい意向を示していた。海軍作戦部長アーネスト・キングは、3月12日に決定されたハルマヘラ島（9月15日に上陸予定）、ミンダナオ島（11月15日に上陸予定）への進攻を中止して、代わりに台湾へ進攻することを提案していた。この方針は、同じく3月12日に決定されていた中国本土上陸計画にも合致していた。
統合参謀本部は戦争終結を早めるべく6月13日、マッカーサーとニミッツの両者に対して、次の3つの案での対日進攻の再検討を命じた。
1. 台湾攻略までの既定計画の促進。
2. 途中の目標を素通りして一気に台湾を攻略する
3. 既定計画を中止し、日本本土攻略を含む新計画を策定

しかし、両者ともこれらの計画は急進的に過ぎると考えた。
このとき、陸軍参謀総長のマーシャルは6月24日、マッカーサーに沖縄への進攻を提案した。その意図は、マッカーサーの面子を潰さずに中国本土に上陸し、かつ米本土に残されているヨーロッパ用の予備兵力をキングの台湾進攻案に使わせないことにあった。
マッカーサーはマーシャルの提案に反対した。マッカーサーは、7月8日、統合参謀本部が3月12日に決定した案を更に前倒し、1945年5月にルソン島へ進攻する「レノ5号（Reno-V ）」計画を提出した。マッカーサーは、フィリピンへ侵攻する軍事的利点として現地の抗日武装勢力の助力が期待でき、島嶼への海上進攻と比較し地上拠点も複数確保できる事を挙げ、政治的にはフィリピンが元アメリカの植民地であることを指摘していた。マッカーサーは自身の前職がフィリピン軍元帥であったことから、フィリピン奪回に大きな努力を払っていた。なお、マッカーサーは父親の代よりこのフィリピンの利権を多く握っており、マッカーサー王国などと揶揄される状態であった。そのため、6月18日マーシャル参謀総長に宛てた書簡に対しマーシャルはマッカーサーの個人感情をたしなめる返事を送っている（児島襄『太平洋戦争　下』フィリピンに決戦を求めて）。
一方ニミッツはこの時期、1945年2月に台湾南部に進攻する「グラナイト2号（Granite-2 ）」計画を持っていた。また7月4日、予定通りに進攻が進まなくても既定の作戦計画を遂行することと、マッカーサーの主張する機動部隊と陸上基地とを連携させた作戦が適切である旨の2点を回答した。この理由としては
1. サイパンでの抵抗が予想より大
2. 連合艦隊の脅威
3. 日本陸軍の大陸での進撃による中国本土沿岸での作戦活動の困難
4. 1月に既にキングに対して8月までの戦力の用意はあるが以降は補強が必要である旨を伝えたが
  - マッカーサーの戦力を指揮下に置くことは期待できない
  - オーバーロードの進展からして戦力が必要な時期までに太平洋に移動することは期待できない

といったことを挙げていた。海軍はレノ5号には対日戦早期終結に役立たないと批判した（『第二次大戦の米軍事戦略』第四章　三、なお、マッカーサー、ニミッツの提出した両計画の意図、両者の見解などはそれぞれの回顧録に詳しい）。
こうした対立のため統合参謀本部は7月11日、ヨーロッパ情勢と絡め次の提案をした。
1. ドイツが打倒され、日本海軍を壊滅させた場合は日本本土への直接進攻
2. ドイツ打倒も日本海軍撃滅も出来ていない場合にはミンダナオ→ルソン→台湾→沖縄→九州→本州の順に進攻
3. ドイツを打倒していないが日本海軍を撃滅した場合はミンダナオを迂回

一方、ルーズベルトはそれまでマッカーサーが共和党の大統領候補になる事を警戒し余り手柄を立てさせないようにしてきたが、7月初旬の民主党大会で自身が大統領候補に指名され、マッカーサーにも出馬の意思がないことを知った。その後ルーズベルトは選挙遊説のためオアフ島ホノルルに行き、7月26日夜にマッカーサーと会談した。マッカーサーは持論を述べ立てたがルーズベルトは「フィリピンを迂回しない」ことは支持したものの、海軍が主張する台湾進攻との関係は後回しとされ、9月のケベック会談でチャーチルと協議した結果により決めるとした。ハワイ会談に対し統合参謀本部は不満で、キング作戦部長は即時台湾攻略を主張した。一方海軍側でもハルゼーはフィリピン攻略の意義を認める進言をした。
8月に入りテニアン、グアムが相次いで陥落、マリアナ諸島を完全に占領したアメリカ軍は、ペリリュー島、ヤップ、タラウド諸島などが次の目標として見えてきた。
8月16日、マーシャルはスケジュールを短縮できるとしたマッカーサーに計画の再提出を命じ、マッカーサーは作戦名称をマスケーティアと改名し9月15日にモロタイ、10月15日にタラウド、11月15日にサランガニ、12月20日にレイテ、などとした計画を提出し、リンガエンへの上陸時点で「レノ」5号に比較し40日短縮されていた。この一部を統合参謀本部は採用し、海軍、キングも条件つきで承認、9月9日、統合参謀本部はミンダナオ島の攻略予定を11月15日、レイテ島の攻略予定日は12月20日と指令した。しかし、その後ルソンと台湾のどちらに進攻するかは未定であった
なお、オーバーロード作戦実施直前（計画策定の最終段階）では、ノルマンディ上陸後90日でドイツ本国進撃の態勢を整え10月にはドイツ打倒を実現するスケジュールであったが、上陸から90日を経過した9月初めの段階では、それが不可能な事が明らかとなった。そのため、ドイツ打倒後3ヶ月で移動を開始し6ヶ月までの間に到着とされたヨーロッパ方面の兵力を当てにする事は出来なくなった（以上、アメリカ側については上記文献のほか主に『第二次大戦の米軍事戦略』第四章　三に拠る）。
8月31日、第38機動部隊第4群は硫黄島を空襲した。第3艦隊（ハルゼー大将）が直接指揮する残り3群は続いて9月初頭よりフィリピンを空襲（下記「ダバオ事件」の項参照）、アメリカ軍はそれと併行しながら9月15日、モロタイ島、ペリリュー島へ上陸した（ペリリューの戦い）。17日にはアンガウルに上陸した（アンガウルの戦い）。9月23日にはウルシー環礁を占領しており、後に後方の補給拠点として使用された。第38任務部隊はペリリュー、モロタイ上陸作戦を支援した後、小笠原諸島やヤップを空襲した。

9月12～13日にハルゼー大将が指揮する第3艦隊は中部フィリピンを空襲したが、このときの日本軍の反撃が微弱だったためハルゼー大将は中部フィリピンを「もろい防御と貧弱な施設だけの抜け殻」と判断し中部フィリピンへの進攻を早めるよう提案した。この提案は統合参謀本部に採用され、予定されていた上陸作戦（タラウド、ミンダナオ、ヤップの3島の攻略）を中止して10月20日にレイテ島に進攻することが決定した。

### フィリピン対日武装勢力

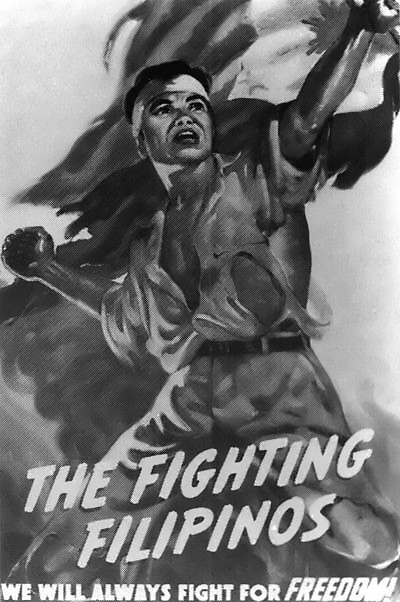
ユサッフェ・ゲリラを称えるアメリカのプロパガンダポスター　「戦うフィリピン人　我等は常に自由のために戦う！」と書かれている

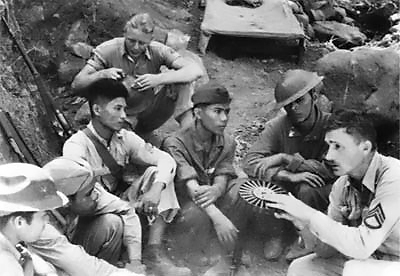
フィリピンゲリラに武器の使用法を指導するアメリカ兵、フィリピンゲリラの多くは実際にはアメリカ軍正規兵扱いであった

フィリピン占領初期のバターン死の行進に加えて、日本軍による軍政の失敗もあって、対日感情は悪化する一方であった。フィリピン奪還を目指していたマッカーサーは、この日本軍に対するフィリピン人の反感を巧みに利用し、大量の武器を与えてゲリラとして組織化した。マッカーサーは潜水艦で大量の武器を送り込むと、捕虜収容所から脱走したアメリカ兵にフィリピンゲリラを支援させた。
フィリピンの対日武装勢力は二つに大別できる組織からなり、ともに大きな団体となっていた。ひとつは、かつてマッカーサー大将の指揮下で活動していた米比軍の将兵ら（通称をアメリカ極東陸軍の頭字語USAFFEからユサッフェ・ゲリラという）で、原隊よりは比較的自由な活動をしていた。他方は、フクバラハプと呼ばれるフィリピン国内の農民革命運動や労働運動者たちであった。この2組織は必ずしも協力関係にあったわけではなく、あるときフクバラハプ側がユサッフェに対して同盟を組もうと迫ったが、逆にユサッフェはこれを拒絶してフクバラハプに攻撃を仕掛けたりもしていた。ユサッフェは、米比軍の正式区分だった全10管区を引き継ぐ形で軍管区司令部を設置し、総兵力約22000名によるゲリラ戦を展開した。もっともユサッフェ・フクバラハプの2集団とは別に中小のゲリラ集団が各地に点在しており1943年に大本営陸軍部がまとめた「最近ニ於ける比島事情」には100以上の組織と27万人のゲリラが報告されている。
なかでも、アメリカに支援されていたユサッフェは、重火器はないものの自動小銃や短機関銃を大量に供給され、火器装備は90 %を超えており、支配者である日本軍より火力に優れているといった有様になっていた。これらゲリラの活動により、1943年の時点で連日のように道路・橋や電話線の破壊、移動中の部隊への襲撃が相次ぎ「昼間は歩けない」とさえ言われた。アメリカ軍がレイテ島に上陸する前には30万人以上の武装ゲリラが存在して日本軍と戦闘を開始しており、日本軍が掌握できていたのはフィリピンのわずか30 %に過ぎなかった。ゲリラといっても、アメリカ軍の指揮・命令を受けていたユサッフェはフィリピン人のアメリカ陸軍正規兵であるフィリピン・スカウトと同じ扱いであって、アメリカ本国から階級の昇進や任免まで行われていた。マッカーサーは正規軍であるユサッフェを通常の軍事作戦に投入し、アメリカ軍が日本軍前線に進攻すると陣地後方から攻撃させ、空挺部隊が降下してくるときには事前に降下地の日本軍を掃討させていた。
ただし、正規兵扱いと言っても全員が軍服を着用しているのではなく、むしろ一般市民に溶け込むような活動を行い、またゲリラの支援者は、アメリカ正規軍扱いではないフクバラハップゲリラを含めると、国民の大多数にあたる1,700万人にも達していたという推計もあって、日本軍にゲリラとその支援者と一般市民を見分ける手段はなく、ゲリラ討伐として、実際のゲリラの他に無辜の一般市民も大量に虐殺した。日本軍兵士は多くの戦友や一般の邦人をゲリラに殺害されており、その報復としてゲリラ討伐が激しくなっていったという指摘もある。特にマニラの戦いではアメリカ軍とゲリラに追い詰められた日本軍が見境なく多くのマニラ市民を虐殺することとなった。マッカーサーは日本軍のゲリラ討伐を「強力で無慈悲な戦力が野蛮な手段に訴えた」などと激しく非難したが、その無武装で弱き者を武装させてけしかけたのはマッカーサーであり、また日本軍と戦ったゲリラの多くが実際にはアメリカ正規軍のようなものであった。日本軍はアメリカ軍に加えて、数十万にも膨れ上がったフィリピンゲリラとも戦い、山中に孤立すると、民間人共々にゲリラに虐殺された。
戦後にフィリピンでの虐殺の罪を問われて戦犯となった第14方面軍司令官山下の裁判では、山下の弁護側から、マッカーサーの父アーサー・マッカーサー・ジュニアがフィリピンのアメリカ軍の司令官として、米比戦争などフィリピンの独立運動を弾圧した時の例を出され「血なまぐさい『フィリピンの反乱』の期間、フィリピンを鎮圧するために、アメリカ人が考案し用いられた方法を、日本軍は模倣したようなものである」「アメリカ軍の討伐隊の指揮官スミス准将は「小銃を持てる者は全て殺せ」という命令を出した」と指摘されている。しかし、マッカーサーは初めから山下に全責任を押し付けようと考えており、マッカーサーの息のかかった法曹経験が全くない職業軍人を裁判官とした典型的なカンガルー法廷（似非裁判：法律を無視して行われる私的裁判）で山下を死刑に処した。
一方、フィリピン市民は必ずしもすべてが対日武装勢力に与したというわけではなく、日本が1943年10月14日に独立政府（ホセ・ラウレル政権・フィリピン第二共和政）を設立するなどフィリピン宣撫工作により親日派の市民たちも存在した。また日本軍はマカピリと呼ばれる武装組織（約5600名）を作り、抗日ゲリラを討伐したり、中には日本軍とともに敵陣に突入していく部隊もあった。もっともラウレル政権は独立と同時に対米宣戦布告を求めた日本側に対してフィリピンの国情を理由に先延ばしを認めさせるといったことがあった。
なお、これらの親日派武装勢力は戦後に特赦され、軍事裁判に問われないものとされた（もっともいわゆる私刑の類はあった）。

## 経過

### 連合軍の準備作戦
アメリカ軍はフィリピン進攻に先立ち、フィリピンの近くに航空基地を確保するためパラオ諸島（ペリリュー島とアンガウル島）とモロタイ島を攻略した。

また、アメリカ軍はフィリピン上陸部隊が近隣の日本軍基地の航空機により攻撃されるのを防止するため、10月20日のレイテ島上陸の前に空海軍の総力をあげて周辺の日本軍基地（マーシャル諸島、カロリン諸島の中のまだ日本軍が残っている島々、中国沿岸、台湾、沖縄、蘭印（現インドネシア）、フィリピンの島々）の空爆を行った。この中でもアメリカ海軍空母部隊が10月10日に行った沖縄空襲と10月12日からの台湾空襲は大規模なものであった。

#### 日本軍による輸送作戦と連合国軍による通商破壊作戦
フィリピンの周辺海域は日本と東南アジアを結ぶ航路があったため、南シナ海やバシー海峡・ルソン海峡では日本軍の輸送船団に対して連合国による攻撃が行われ、日本側は大きな被害を被った。

#### モロタイ島の戦い
1944年9月15日、連合軍は、フィリピン進攻の拠点確保のため東部インドネシアのモロタイ島に上陸した。連合軍はすぐに島の重要部を制圧すると、飛行場を建設した。日本軍は、周辺の島から空襲をかけたり、切り込み隊を逆上陸させるなどして妨害を試みた。

#### ダバオ誤報事件
アメリカ軍は、フィリピン各地に爆撃を実施しており、その中、9月10日に日本陸海軍の一部部隊は、連合国軍のダバオ上陸と誤報を発し、司令部が退避する等、一時混乱をきたした。

#### 台湾空襲
レイテ島上陸直前の1944年10月12日から3日間、アメリカ軍は台湾にある日本の航空基地を空爆した。これにより台湾沖航空戦が起きたが、日本側は約700機とパイロット多数を失ったのに対し、アメリカ軍機動部隊の損害は僅かであった。にもかかわらず大本営海軍部は、「空母撃沈11隻、撃破8隻、・・・アメリカ機動部隊を壊滅」と大戦果を天皇に奏上した。海軍部は、10月16日には戦果の再判定を行い、大戦果が誤認であることを確認していたが、陸軍には伝達されなかった。誇大戦果を信じた陸軍はアメリカ軍の戦力を過小評価することになり、この誤った状況判断がアメリカ軍がレイテ島に上陸した後の作戦計画に大きな影響を与えることになった。

### レイテ沖海戦

レイテ沖海戦での日米艦隊の航路図

1944年10月17日、米軍のレンジャー部隊がレイテ島東約60 kmのスルアン島に上陸した。さらにレイテ島への20日の上陸を目標として700隻の艦船を投入した。対する日本軍大本営は、レイテ島への上陸作戦であると判断して、10月18日に捷一号作戦を下命し、シンガポール南方のリンガ泊地から栗田健男中将率いる第1遊撃部隊を予定出撃地点であるブルネイに派遣した。栗田艦隊がブルネイで給油中の20日に、レイテ島の第16師団が米軍上陸を報告した。
レイテ沖海戦の参加兵力は、日本軍が機動部隊本隊（指揮官:小沢治三郎中将、正規空母1隻、軽空母3隻、戦艦2隻、巡洋艦2隻等の計17隻及び航空機116機）、第一遊撃部隊主隊（指揮官:栗田健男中将、戦艦5隻、巡洋艦12隻等の計32隻）、同第三部隊（指揮官:西村祥治中将、戦艦2隻、巡洋艦1隻等の計7隻）、第二遊撃部隊（指揮官:志摩清英中将、巡洋艦3隻等の計7隻）である。他方、米軍がハルゼー艦隊（正規空母8隻、軽空母6隻、戦艦6隻、巡洋艦15隻等の計95隻）、キンケイド艦隊（護衛空母16隻、戦艦6隻、巡洋艦8隻等の計72隻）及び航空機1280機であり、米軍側が日本軍の兵力を大きく上回っていた。
日本海軍の計画は目標は米機動部隊と上陸する同攻略部隊の2目標の殲滅であり、大きく4つの作戦からなっていた。
- 基地航空部隊が敵上陸の2日前より米空母群への攻撃を開始し、これを殲滅する。
- 機動部隊本隊は囮となって米機動部隊を北に誘導すると共に基地航空隊と同じく米機動部隊を攻撃する。
- 第一遊撃部隊は基地航空隊や機動部隊本隊の米機動部隊への攻撃と策動して敵上陸拠点に向かい、まず周辺の敵水上艦隊を殲滅し、その後敵上陸部隊を殲滅する。期日は上陸から2日目までに行う。
- 第一遊撃部隊第3部隊と第二遊撃部隊は当初計画にはなかったが、米軍侵攻後の状況の急変により、別ルートより進行して本隊と挟撃行動をとる

というものだった。
元々、第3部隊と第二遊撃部隊による別路からのレイテ湾突入の計画はなかった。第3部隊は編成されず、第一遊撃部隊の主力と共に行動するはずであった。しかし米軍の上陸への対応の遅れと、ブルネイで予定された連合艦隊手配の補給船が間に合わず、栗田提督が手配したのが1日遅れで何とか到着した事で1日のタイムロスが生じ、低速の艦艇を伴うと突入期日に決められた25日黎明までにレイテ湾に到着することが不可能であったため、最短コースだが敵に早期に発見される可能性の高いスリガオ海峡ルートを低速艦で通過し、主隊は高速で別ルートから進撃。2隊で挟撃戦をする事に決め、ブルネイ到着時に第3部隊を編成し、正式に決定された。
第二遊撃部隊はそもそも機動部隊主隊の前衛部隊として同一行動をする筈であったが、直前の台湾沖航空戦で敗走する米機動部隊の追撃に急遽出動し、後に米機動部隊が健在であることが判明して退避するも同時にレイテ湾への侵攻が判明し、主隊に合流できぬまま別隊として行動する事が急きょ決まったもので、指揮もそれまでの第一機動部隊から南西方面艦隊へ異動となった。このため指揮系統の全く異なる2部隊が同時ルートで進軍する事になり、しかも第二遊撃部隊側の急な作戦変更により、互いに連携を取らぬまま突入する異になった。

#### 10月23日からの戦闘

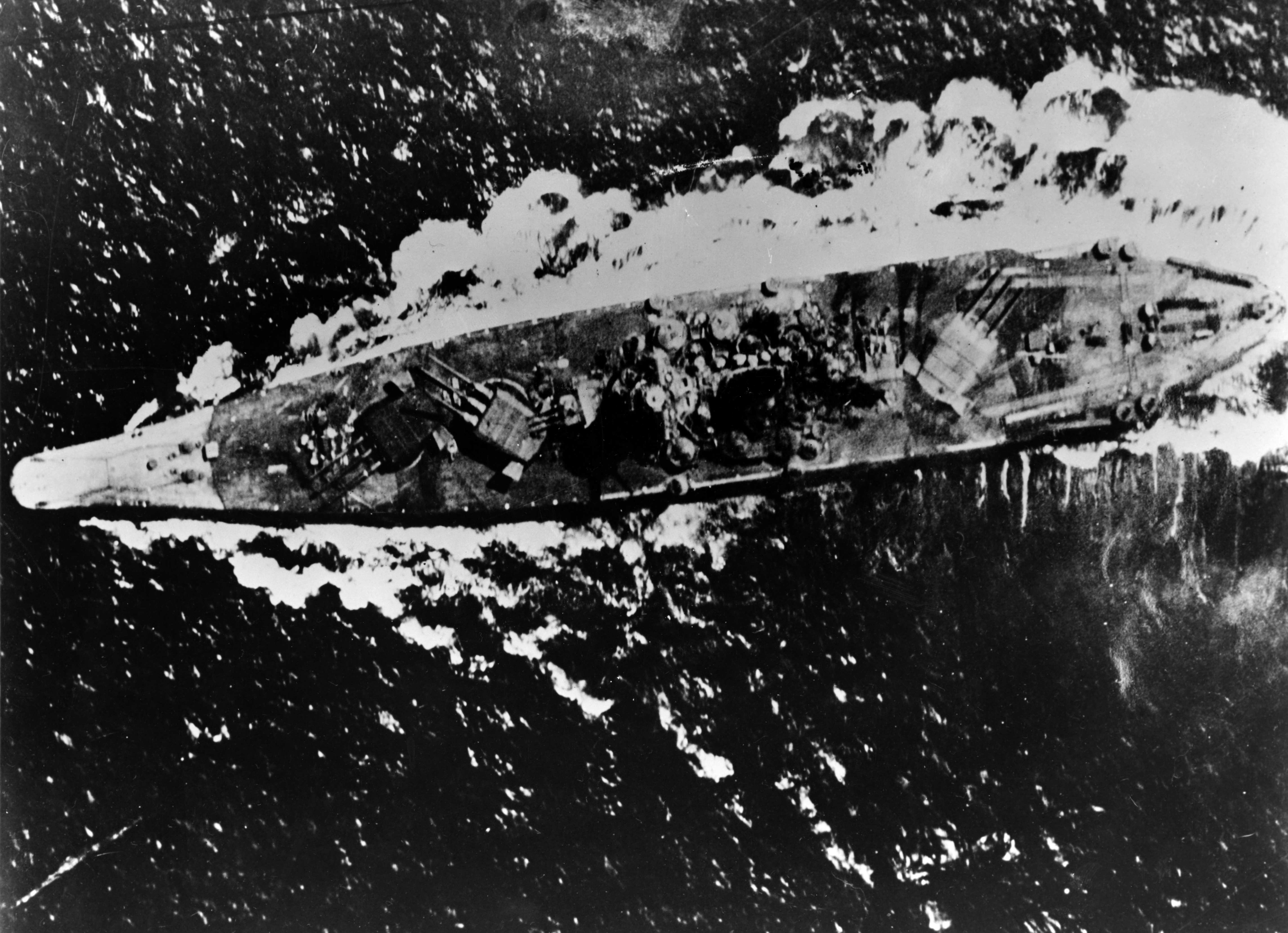
シブヤン海において米軍の空襲より回避行動をとる戦艦「大和」

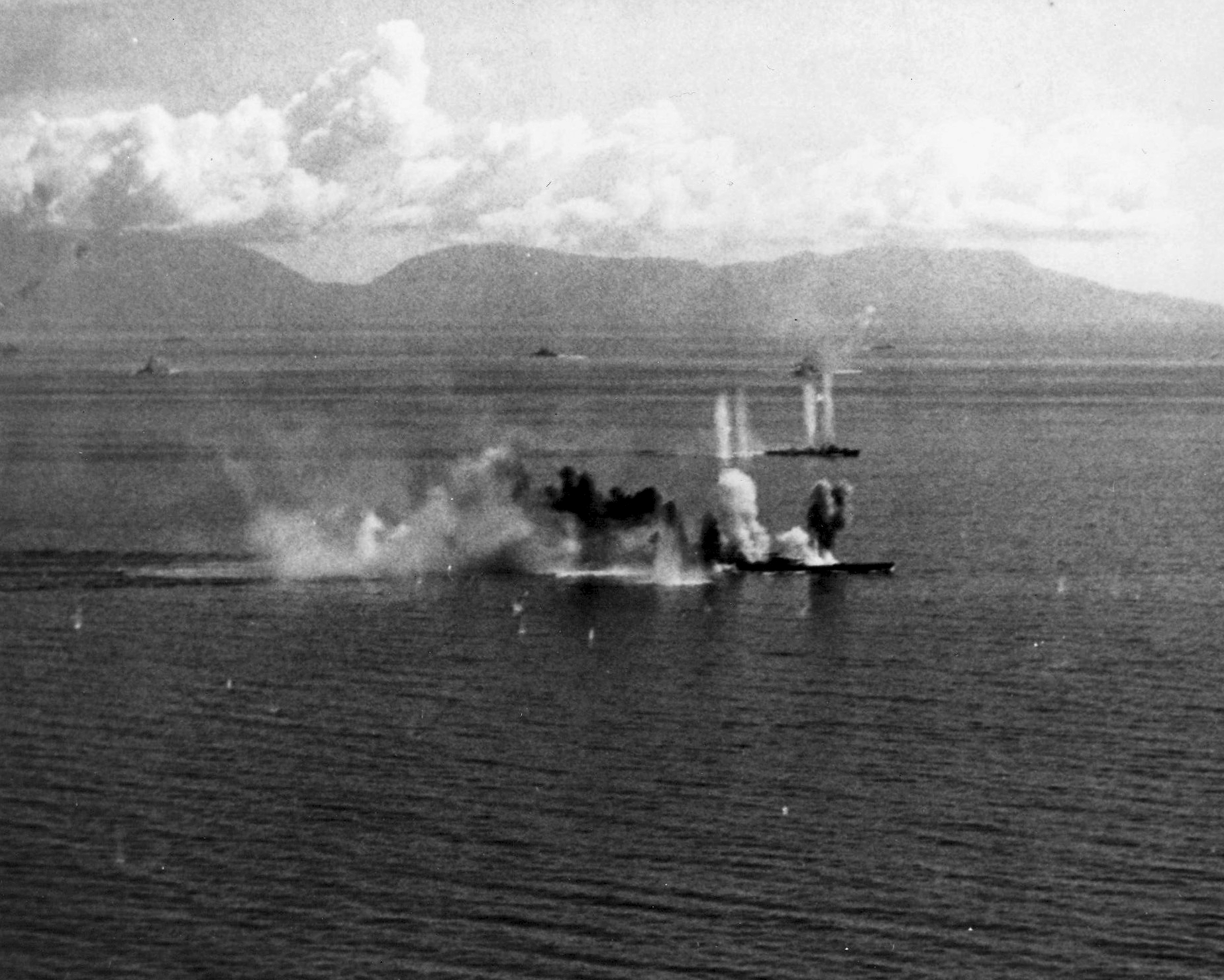
米航空機と戦闘中の戦艦「武蔵」

10月20日、第一遊撃部隊は不充分な通信環境のなか米上陸部隊が上陸を開始したことを知り、北方へ急行した。途中、23日にパラワン島沖において米潜水艦2隻による攻撃を受け、重巡洋艦2隻が沈没し1隻が大破した。旗艦「愛宕」が撃沈されたために、栗田中将以下の司令部も一時は海へ投げ出された（のちに戦艦「大和」に収容される）。
日本海軍基地航空隊は米軍上陸部隊の発見の遅延と、当時の気象状況の悪化などもあり、計画された「上陸2日前からの攻撃」は初手から失敗した。福留繁第二航空艦隊司令長官は24日の攻撃に期待し、前日の23日より偵察行動を実施していたが、マニラ東方で活動するシャーマン少将の第3群を発見、24日午前より攻撃を仕掛けた。しかし迎撃の米戦闘機群に阻まれ攻撃は頓挫、それでも彗星12機からなる奇襲攻撃部隊の1機が米空母「プリンストン」を攻撃しこれを撃沈する。
囮任務の機動部隊本隊は予定どおり24日早朝予定海域に到着し作戦行動に入る。11時過ぎには米機動部隊を発見し、数少ないながらも攻撃隊を出すが、瑞鶴隊以外は敵を発見できずにフィリピンの友軍基地に帰還し、瑞鶴隊のみがシャーマン少将の部隊を攻撃した。しかし機動部隊本隊の行動が中々敵機動部隊の北方への誘致に繋がらず、第一遊撃部隊は10時過ぎからの空襲を皮切りに15時30分頃にかけて都合5度、延べ264機による大空襲に見舞われ、戦艦「武蔵」が沈み、重巡洋艦「妙高」が損傷により撤退。またそれらの護衛に駆逐艦「浜風」、「清霜」らが離脱し、艦隊戦力は戦艦4隻、重巡洋艦6隻、軽巡洋艦2隻、駆逐艦11隻にまで減少、それらの艦も損傷を被るという状態となった。（シブヤン海海戦）
一方挟撃任務の為スリガオ海峡のルートを進む第3部隊は24日9時ごろにデヴィソン少将の第4群の艦載機20機による空襲を受けたが損害は軽微であり、以後は攻撃を受けぬまま順調に進んでいた。しかし第一遊撃部隊本隊の方が大空襲を受けた事でその空襲を躱すために一時的に後退した事で、2艦隊同時にレイテ湾へ突入する計画が崩れてしまう。ここで西村中将は独断で部隊単独でのレイテ湾突入を決意し予定を繰り上げて突入を開始する。25日3時ごろより待ち構えるオルテンドルフ少将指揮の戦艦部隊などと狭いスリガオ海峡で夜戦となり、駆逐艦「時雨」1隻を残して全滅した。後続していた第二遊撃部隊は第3部隊の全滅と、旗艦「那智」の損傷などを受け、突入を取りやめて後退を決断。道中で軽巡洋艦「阿武隈」が沈められるも何とか退却に成功した。
機動部隊主隊の誘致は24日夕方頃より奏功し、ハルゼー機動部隊は16時40分頃より第一遊撃部隊への攻撃を中断して機動部隊主隊への攻撃を目指し北上を開始した。同隊へのハルゼー機動部隊の攻撃は翌25日8時過ぎより開始され、都合4度にわたる空襲で航空母艦「瑞鶴」、「瑞鳳」、「千歳」、駆逐艦「秋月」が沈没、航空母艦「千代田」は航行不能となり、先行して追撃してきたデュポーズ少将指揮の巡洋艦部隊に捕捉され沈没。更に沈没した艦艇の乗員救助のため遅れていた護衛艦艇も捕捉され、駆逐艦「初月」が沈没。また損傷し単独で退却していた軽巡洋艦「多摩」も米潜水艦の攻撃を受けて沈没した。

#### 第一遊撃部隊の攻撃と反転
シブヤン海海戦後、一度西に向かい米軍に撤退中と思わせた第一遊撃部隊は再び東に針路をとり進撃を再開、25日午前0時35分にサンベルナルジノ海峡を無事通過してフィリピン東側の海域（フィリピン海）に進出した。機動部隊を指揮するハルゼー大将と、攻略部隊を指揮するキンケイド中将が、互いにサンベルナルジノ海峡の封鎖を他方の分担と思っていたためであった。午前6時45分、第一遊撃部隊は攻略部隊に属する護衛空母部隊の1群（第77任務部隊第4群第3部隊：通称タフィ3）と遭遇し交戦状態となる。不意をつかれた護衛空母群は、艦載機のほか駆逐艦の雷撃で反撃を試みながら退避した。2時間余りの戦闘で栗田艦隊は護衛空母1隻と駆逐艦3隻を撃沈し、護衛空母3隻と駆逐艦1隻に損傷を与えたが、第一遊撃部隊も護送空母からの迎撃機の執拗な攻撃や、護衛駆逐艦の奮闘により、重巡洋艦「鈴谷」が沈み、「鳥海」、「筑摩」が大破航行不能（後に沈没）、「熊野」が大破撤退と4隻もの重巡洋艦を失った（サマール沖海戦）。
敵が護送空母部隊ではなく大型空母で構成される機動部隊の一群だと思っていた第一遊撃部隊はある程度の損害を与えたことで追撃を中止し、11時頃よりレイテ湾への進撃を再開する。しかしその頃になって南西方面艦隊から9時40分頃の情報として栗田艦隊の北100 kmの地点「ヤキ1カ」に機動部隊が存在するという電文が届いた。第一遊撃部隊はこの他にも
1. 本来の突入時期は上陸から2日以内だが既に5日も経過しており、攻撃目標の船団は既に上陸を終えた可能性があり、突入しても上陸した部隊は遠く射程外まで進出していたり、揚陸した物資が何処にあるのか把握できない状態である可能性が高く、突入しても空の輸送船を攻撃するしかなく、戦果を期待できない。
2. 協同すべき第3部隊らが戦線離脱しており米攻略部隊による集中攻撃を受ける危険がある。実際この時点でもタフィ3とは別の護送空母部隊による第一遊撃部隊への空襲が継続して行われており、機動部隊からの連絡がない事もあり司令部は囮作戦が成功していると確信できなかった。
3. 突入しても戦果を上げれないのなら、北方にいる敵機動部隊を捕捉殲滅した方が、基地航空隊による米機動部隊への攻撃が空振りに終わっている事もあり、戦局に貢献できると考えた

などを考慮した末に撤退を決意、12時36分より反転北上を開始する。一方のオルテンドルフ部隊は第3部隊を壊滅に追い込んでのちに北上、一部補給を済ませ第一遊撃部隊の迎撃に向かう。従来この部隊は弾薬が欠乏していて第一遊撃部隊は難なく撃破できたといわれていたが、実際はもう1回戦う余力が残っており、また周囲には上記の通り攻撃されなかった護送空母部隊2部隊と、偶々ハルゼーの部隊と別行動をとっていたマケイン中将の第1群が第一遊撃部隊への空襲を仕掛けており、第一遊撃部隊が突入を継続してたとしても、上陸地点に戦力を残したまま到着するのは非常に難しい状況だった。実際に反転北上をして後も艦隊は空襲を受け続け、軽巡洋艦「矢矧」などが損傷、翌26日には軽巡洋艦「能代」が沈み、駆逐艦「早霜」が損傷し座礁、放棄となっている。

#### 結果とその後の影響
10月27日、大本営海軍部はレイテ沖海戦の戦果を、「空母撃沈8隻、撃破7隻、航空機撃墜 約500機、・・・・」と発表した。この誇大戦果は先の台湾沖航空戦の誇大戦果と合わせてますます日本軍の状況判断を誤らせることになった。
実際の戦果とは裏腹に、日本海軍は米軍に対して一定の戦果をあげたと考えていた。サマール沖海戦で米護衛空母群を高速機動部隊と誤認していた事もあり、栗田艦隊だけでも撃沈・空母4隻（内大型正規空母1隻）、重(甲)巡洋艦1隻、軽(乙)巡洋艦1隻、駆逐艦4隻。撃破・空母2隻、巡洋艦又は大型駆逐艦2隻乃至3隻の戦果をあげたと判断している。このため戦後になって実情が判明するまで、栗田と小沢の本作戦における海軍内での評価は現在と大きく異なり、自艦隊のみで米機動部隊の一群を殲滅した栗田艦隊への評価は高かった。
この海戦での連合艦隊の指導した「航空支援のない水上艦艇による突入作戦」は、制空権が重要となった第二次世界大戦では成功はほぼ不可能というのが常識となっており、小沢や栗田ら開戦以来前線で戦ってきた前線指揮官たちもそのように考えていた。しかし連合艦隊は当初の作戦内容では基地航空隊と機動部隊による航空支援を盛り込んではいたが、台湾沖航空戦の誤報戦果に踊らされて、捷号作戦用に用意されたそれら航空戦力を磨り潰してしまい、続けて米軍がレイテに侵攻すると後手後手に回り、結局航空支援のない突入を前線部隊に強要した。このことは連合艦隊と前線部隊、特に第二艦隊（第一遊撃部隊）との間にしこりを残した。
栗田艦隊が内地に帰還し軍令部に出頭した際、山本祐二第二艦隊参謀より、航空支援の無い状況で水上艦艇を突入させることが如何に無謀で実施困難であるかが改めて報告され、「味方航空兵力の支援のない場合、航空兵力優勢な敵を相手として戦闘するのは無謀も甚だしい。今後は一切今回のような無謀な戦闘はやらせぬようにしてもらいたい」と、軍令部より連合艦隊司令部へ指導して欲しいと要望された。軍令部はそれを了承し山本親雄第一課長より連合艦隊側へ「今日までの実績を鑑み、味方航空兵力著しく劣勢なる場合、戦艦巡洋艦を以って局地戦に参加せしめることは適当と認めざるにより、大本営としては連合艦隊司令長官がかかる兵力使用を行われざる様希望す」と伝えられた。しかし神重徳参謀は「これまでの戦闘において失敗したのは当事者の勇気が欠けていたためである。勇気さえあれば優勢な敵航空兵力であっても大艦をもって上陸作戦時の攻防戦に参加させることは必ずしも不可能ではない」と反論し取り合わなかった。神重徳参謀の航空支援の重要性の無理解さ(悪く言えば客観的根拠のない根性論)は以後も続き、1945年4月からの沖縄戦では再び航空支援の無い突入を立案。第二艦隊は大和、矢矧など6隻を失い、約3700名の将兵が無為に死んでいった。前記の山本参謀もこの時大和と運命を共にしている。

### レイテ島の戦い
10月20日、連合軍はレイテ島に上陸した。これまでの日本陸軍のフィリピン防衛計画はルソン島での決戦であったが、大本営海軍部が発表した台湾沖航空戦とレイテ沖海戦の誇大戦果を信じたため、急遽レイテ島へ大規模な増援部隊を送り決戦を行う「レイテ島決戦」へと戦略転換を図った。このときは「敵は明治節（11月3日）までに降伏するだろう」といった希望に満ちたものであった。

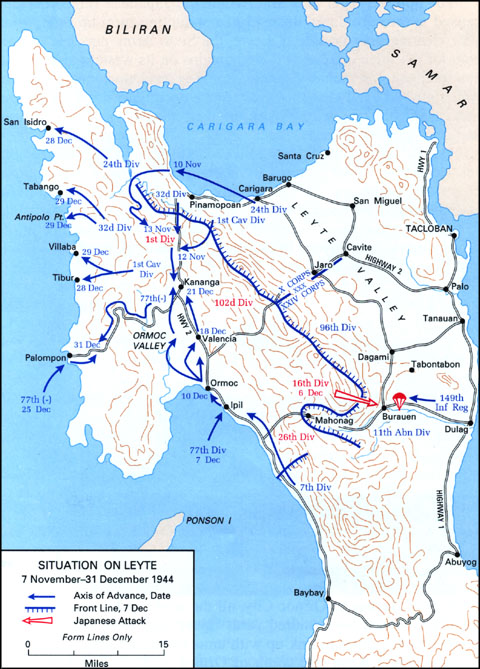
レイテ島の戦いの行動図

#### アメリカ軍の上陸

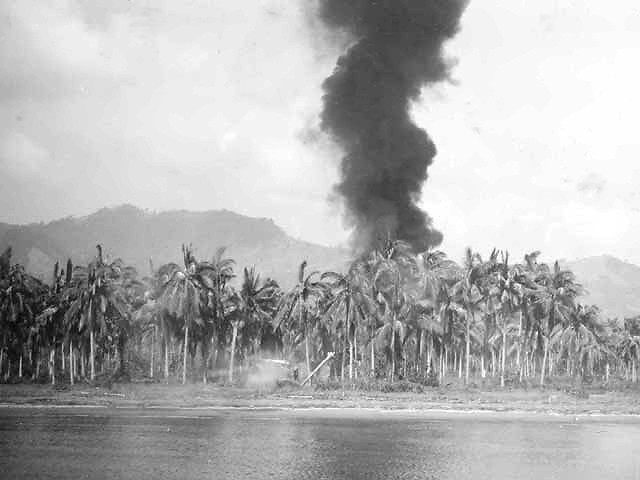
上陸直後の米軍の猛烈な艦砲射撃で炎上する日本軍陣地

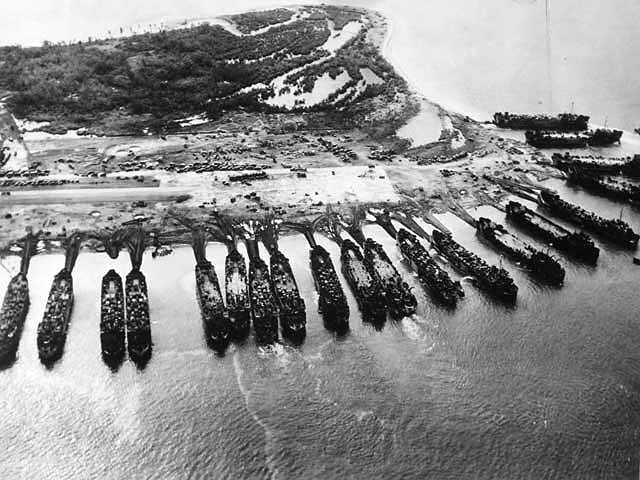
レイテ島に上陸中の米軍

日本側は、第35軍（司令官：鈴木宗作中将）がレイテ島を含む東部フィリピン防衛を担当しており、うちレイテ島には第16師団のみを配置していた。
1944年10月20日、連合軍はレイテ島攻略に着手した。第6軍所属の約20万2500名からなる陸上部隊が投入された。航空支援には陸上機約3200機に加え、艦載機約1200機も参加した。海上からも艦隊が火力支援をしていた。
アメリカ軍第24軍団（第7師団・第96師団）と第10軍団（第1騎兵師団・第24師団）は、レイテ島東岸のタクロバンから上陸を開始した。猛烈な艦砲射撃で、沿岸の日本軍陣地は壊滅した。連合軍は急進して第16師団の連隊長2人を戦死させ、26日までに6個の飛行場を確保した。第16師団は山地へと退却した。この戦闘の間、日本軍の通信状態は悪く、しばしば連絡が途絶えたため、大本営やマニラの方面軍ではレイテ島の戦況の把握が困難であった。第16師団の残存部隊は増援部隊と合流しながら翌年2月頃まで戦い続けたが、11月20日時点で約3800名、翌年3月には約800名まで消耗していた。

#### 日本軍の反撃

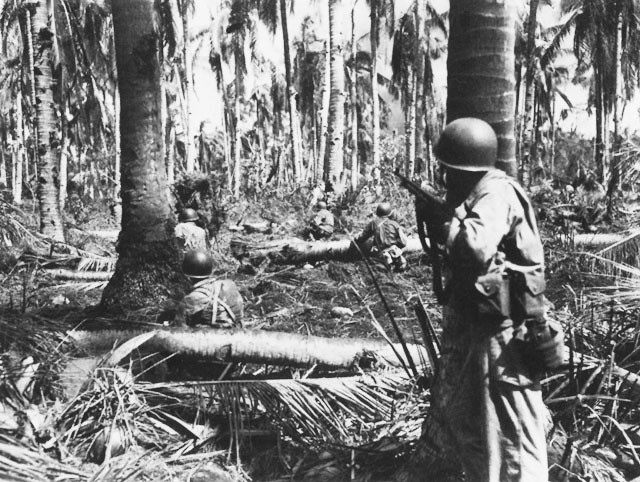
レイテ作戦中の米軍の歩兵

大本営海軍部が発表した台湾沖航空戦とレイテ沖海戦の誇大戦果を信じた陸軍部は、「レイテ島決戦」に戦略転換を図り、レイテ島に増援を送った（多号作戦）。この輸送は兵員や物資を航空機により攻撃されやすい海上に長時間曝露することになるが、アメリカ機動部隊は壊滅したと信じた大本営陸軍部は意に介さなかった。しかし、（壊滅したはずの）アメリカ機動部隊などの空襲を受け、第1師団だけは、航空援護もあって11月9日までに無事に上陸することができたものの、そのほかの第26師団や第68旅団などはいずれも物資の過半が海へ沈んだ。そのため、ガダルカナル島の戦いと同じく物資の著しく欠乏した戦闘となった。第1師団と第26師団などが到着後の11月20日頃の日本軍兵力は、人員約43000名、馬約650頭、軍用車両約190台だった。
第1師団は、1944年11月1日にレイテ島西岸のオルモックへ上陸し、3日にカボカン方面で米第24師団と遭遇して戦闘になった。アメリカ軍は、途中11月24日に第32師団へ交替して攻撃を続け、12月5日から総攻撃を行った。第1師団は第102師団の一部とともに悪戦苦闘し、12月21日に西方への撤退を開始した。
日本軍は、第26師団と第16師団残存部隊に加え、薫空挺隊と高千穂空挺隊を連合軍飛行場へ突入させて反撃を試みた。だが、第26師団がブラウエンまであと10 kmまで迫った時点で、西海岸のイピルにアメリカ軍が上陸したため、攻撃を中止した。

#### オルモック陥落
日本軍が揚陸地点としていたオルモックの制圧を狙った連合軍は、オルモック南方のイピルにアメリカ軍第77師団を上陸させた。連合軍は12月11日にオルモックを占領した。
日本軍は第26師団を反転させるなどして迎撃したが、補給が完全に途絶えて12月末にはもはや戦闘継続不能となった。第14方面軍はレイテ決戦中止を決め、第35軍にカンギポット（歓喜峰）付近の山岳地帯を拠点としての永久抗戦を命じた。1月末までにカンギポット付近に残存部隊が集まり、その一部はセブ島への転進を行った。

#### レイテ航空戦

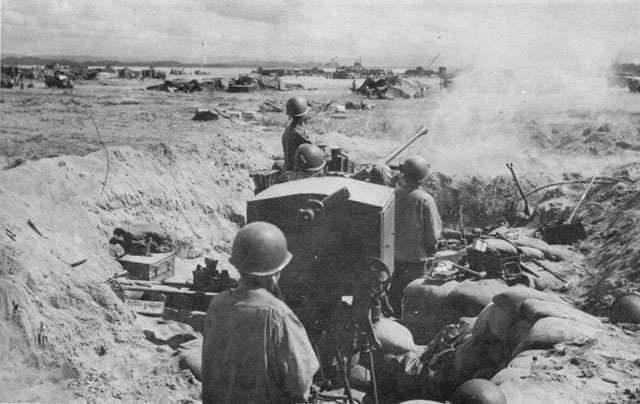
来襲した日本軍機に向かって射撃しているタクロバン飛行場のアメリカ軍高射機関砲

レイテ島に上陸したアメリカ軍はタクロバン飛行場を確保すると、連合軍極東空軍(Far East Air Force, FEAF)司令官ジョージ・ケニー少将も同飛行場から陣頭指揮をとることとし、第5空軍の戦闘機を進出させて、強力な航空支援体制を確立しようとしていた。しかし、タクロバン飛行場は地盤が軟弱で整備に手間取っており、第4航空軍司令官の富永恭次中将はアメリカ軍の状況を正確に把握すると、積極的な航空作戦を展開した。まずは、整備に手間取る飛行場に昼夜問わず、集中的な空襲を命じ、新鋭戦闘機四式戦闘機「疾風」にタ弾を搭載させて出撃させたときには、地上で100機以上の撃破を報じたり、反撃のために出撃準備をしていたアメリカ軍の機先を制して、一式戦闘機「隼」、｢九九式双軽爆撃機」、｢九九式襲撃機」がタクロバン飛行場を夜襲し、アメリカ軍機41機以上を撃破し、航空要員100名以上を戦死させるなど大きな戦果を挙げている。また富永は、上空支援が十分ではないアメリカ軍の上陸拠点への空襲も命じ、11月の第1週には、揚陸したばかりの2,000トンのガソリンや1,700トンの弾薬を爆砕し、上陸したアメリカ軍の補給線を脅かすなど、アメリカ軍の弱みを巧みについた攻撃を命じた。
アメリカ軍も警戒を強化したが、第4航空軍の攻撃機は警戒するアメリカ軍を嘲笑うかのように、山稜ごしに熟練した操縦技術で低空で侵入し連合軍のレーダーを妨害して空襲を繰り返した。ケニーはタクロバンにリチャード・ボング少佐や、トーマス・マクガイア少佐など34名のエースパイロットを呼び寄せたが、わずか24時間の間にその半数が日本軍機に撃墜されて戦死している。ケニーが陣頭指揮にあたっても、飛行場整備は捗らず、雨が降ると滑走路がぬかるみ満足な出撃は困難で、天気が回復しても優勢な第4航空軍の戦闘機隊と互角に渡り合うのがやっとであり、レイテ島に上陸したウォルター・クルーガー中将率いる第6軍に十分な航空支援ができず、進軍速度は計画を大きく下回ることとなってマッカーサーを苛立たせた。
マッカーサーが居住していた司令部兼軍司令官官舎も、第4航空軍の攻撃目標となっており、爆弾が着弾したり、機銃掃射を受けたりし、マッカーサーは何度も命の危険に曝されたが、爆弾が不発であったり、機銃弾がマッカーサーの頭をかすめながらも命中しなかったなど、どうにか難を逃れている。ときには、低空飛行する日本軍機に向けて発射した、アメリカ軍の76 mm高射砲の砲弾1発が、外壁をぶち抜いてマッカーサーの寝室に飛び込んでソファの上に転がったこともあったが、それも不発で九死に一生を得たこともあった。富永は、攻撃していた司令部兼軍司令官官舎にマッカーサーが居住しているという情報までは知らなかったが、図らずもマッカーサーら連合軍司令部を一挙に爆砕する好機に恵まれながら、結局その好機を活かすことはできなかった。
レイテ沖海戦で日本艦隊に壊滅的な打撃を与えながらも、第4航空軍の空からの猛攻に苦戦を続ける状況を憂慮したトーマス・C・キンケイド中将は、「敵航空兵力は驚くほど早く立ち直っており、上陸拠点に対する航空攻撃は事実上歯止めがきかず、陸軍の命運を握る補給線を締め上げる危険がある。アメリカ陸軍航空隊の強力な影響力を確立するのが遅れれば、レイテ作戦全体が危機に瀕する」と考えて、この後に予定されていたルソン島上陸作戦については、「戦史上めったに類を見ない大惨事を招きかねません」と作戦の中止をマッカーサーに求めたが、マッカーサーがその進言を聞き入れることはなかった。
なおも第4航空軍の猛攻は続き、攻撃機は昼夜間断なくタクロバン飛行場や揚陸基地などを襲い、滑走路にびっしりと並べられたアメリカ軍航空機を大量に撃破し、弾薬集積所と燃料タンクを爆砕した。その様子を見ていたマッカーサーは「連合軍の拠点がこれほど激しく、継続的に、効果的な日本軍の空襲にさらされたことはかつてなかった」と第4航空軍の作戦を評価し、マッカーサーの副官の1人であるチャールズ・ウィロビー准将も、タクロバン飛行場に日本軍機の執拗な攻撃が続き、1度の攻撃で｢P-38｣が27機も地上で撃破され、マッカーサーの司令部を何度となく攻撃を受けたと回想しており、第4航空軍による航空攻撃を、構想において素晴らしく、規模において雄大なものであったとし、マッカーサーの軍が最大の危機に瀕したと評価している。アメリカ陸軍の公刊戦史においても、「タクロバンは撃破されて炎上するアメリカ軍機によって赤々と輝いていた」「（第4航空軍の航空作戦は）太平洋における連合軍の反攻開始以来、こんなに多く、しかも長期間に渡り、夜間攻撃ばかりでなく昼間空襲にアメリカ軍がさらされたのはこの時が初めてであった。」と総括している。
レイテ島の戦況とこれまでの第4航空軍の戦いぶりは昭和天皇にも上奏され、昭和天皇からは「第4航空軍がよく奮闘しているが、レイテ島の地上の敵を撃滅しなければ勝ったとはいえない。今一息だから十分第一線を激励せよ」第4航空軍に対するお褒めのことばがあっている。
しかし、富永の積極的な航空作戦によって、第4航空軍は戦果も大きい代わりに航空機の損失も大きかった。富永は毎日の航空機の損失と、日本内地からの補充を自ら確認して、南方軍総参謀長飯村穣中将に報告していたが、補充される機数は多い日で十数機程度と少数で、補充がない日もあった。富永はせめて毎日30機の補充があれば、多号作戦の船団護衛と攻撃任務を両立できるうえ、連合軍をレイテから叩きだせると考えて、飯村に補充機の増加を要請した。飯村は陸軍中央に「ともかく生産力をあげて南方に補給されたし」と電報を打つとともに、南方軍後方参謀村田謹吾中佐を日本内地に帰らせて、参謀本部作戦課長服部卓四郎大佐に飛行機の補充増を要請させたが、服部から却下されている。それでも富永は政治力も駆使して、多少の補充機の上積みに成功したが、その程度の数では消耗には追い付けず、次第に第4航空軍は飛行場攻撃に兵力を回せなくなってしまった。
執拗な第4航空軍の飛行場攻撃が弱体化したことと、比較的地盤が堅固であったタナウアンで飛行場を整備できたこともあり、順調に戦力が増強されるアメリカ陸軍第5空軍や、アメリカ海軍機動部隊の艦載機によって、制空権はアメリカ軍に奪われることとなった。それでも9回にもわたった海上輸送作戦で、日本軍は45,000名の兵員と物資10,000トンを揚陸することに成功して、レイテ島に上陸したアメリカ軍は想定していた以上の兵力の日本軍と戦うことになり、苦戦を強いられた挙句に、ルソン島への上陸計画を延期して予備兵力をレイテに投入せざるを得なくなっている。アメリカ第6軍は、第4航空軍による飛行場攻撃と、飛行場整備の失敗によって、航空支援が十分受けられなかったために、慎重な作戦をとりざるを得ず、レイテ島の攻略に手間取ることとなった。
制空権を喪失した日本軍であったが、作戦機によりレイテ島オルモック付近に展開する地上部隊に対する補給物資の空輸を行っている。地上軍との連携を重視していた富永は、この任務に歴戦の精鋭であった第2飛行師団飛行第75戦隊をあて、戦隊長の土井勤少佐に対しては、富永は自ら詳細な作戦図を示して物資の投下点などの指示を行い、戦隊の搭乗員への贈り物として清酒1ダースを贈っている。空中から地上部隊に補給した物資は、乾パンや乾燥野菜といった食料、医療品、無線機材などであったが、少数の作戦機による空輸では戦局を好転させることはできなかった。

### ミンドロ島の戦い
レイテ島に続いてルソン島の奪還を目指す連合軍は、レイテ戦末期の12月15日、ルソン島上陸に先立ちミンドロ島へ侵攻した。その目的はルソン島南部に対する航空支援基地を確保することにあった。日本側の第14方面軍はミンドロ島の防衛は当初から断念しており、警戒任務の2個中隊しか配備していなかった。日本海軍による砲撃(礼号作戦)などの反撃は行われたものの、すぐに連合軍は島を制圧することに成功した。

#### コブラ台風
12月17日から18日にかけて、ミンドロ島上陸作戦の支援を行っていたハルゼーの米海軍機動部隊がフィリピン東方沖で強い台風に遭遇し沈没3隻、損傷9隻、航空機146機喪失の被害を受けた。これにより年末まで米艦隊の活動が低調になった。

### ルソン島の戦い

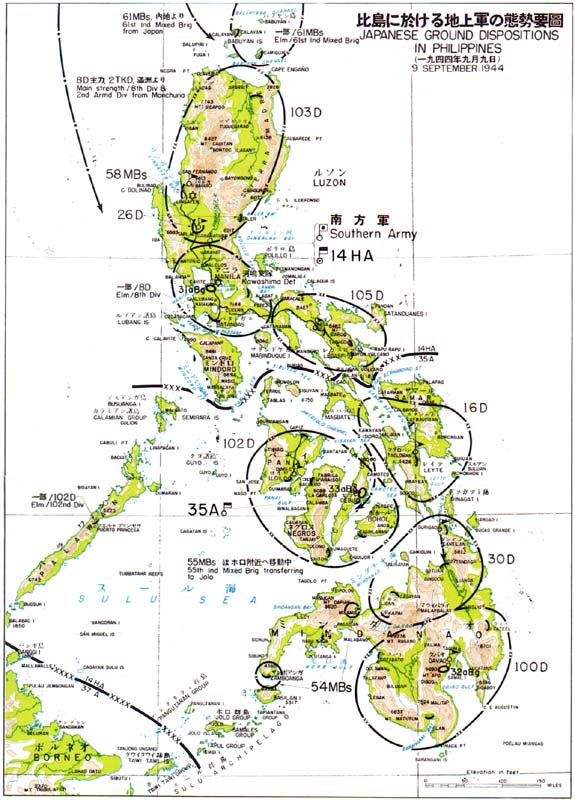
比島攻略の作戦図

#### リンガエン湾上陸とマニラ侵攻
1945年1月9日、連合軍は、3日間以上の激しい事前砲爆撃に続いて、ルソン島リンガエン湾に上陸を開始した（リンガエン湾上陸、1月6日 - 1月9日）。まずアメリカ軍の第6軍（司令官：クルーガー中将。7個師団・2個砲兵群基幹）が上陸し、うち2個師団がマニラ奪還を目指して南下をはじめ、2個師団が北部の制圧へと向かった。
対する日本側の第14方面軍（司令官：山下奉文大将）は、部隊を3つの集団に分けて持久戦を図る戦略であった。山下大将自身が率いる尚武集団（5個歩兵師団、1個戦車師団、2個独立混成旅団基幹の15万2千名）をバギオを中心とした北部に、横山静雄中将の振武集団（2個師団基幹の10万5千名）をマニラを含む南部に、塚田理喜智中将の建武集団（各種集成部隊3万名）をクラーク飛行場群のあるマニラ北東地区に配置した。
リンガエン湾には、尚武集団の第23師団と戦車第2師団、独立混成第58旅団が迎撃態勢についていた。北部制圧に向かったアメリカ軍2個師団と激しい戦闘となり、2月上旬までアメリカ軍の進撃を遅らせた。この間に、北部には大量の軍需物資が搬入された。

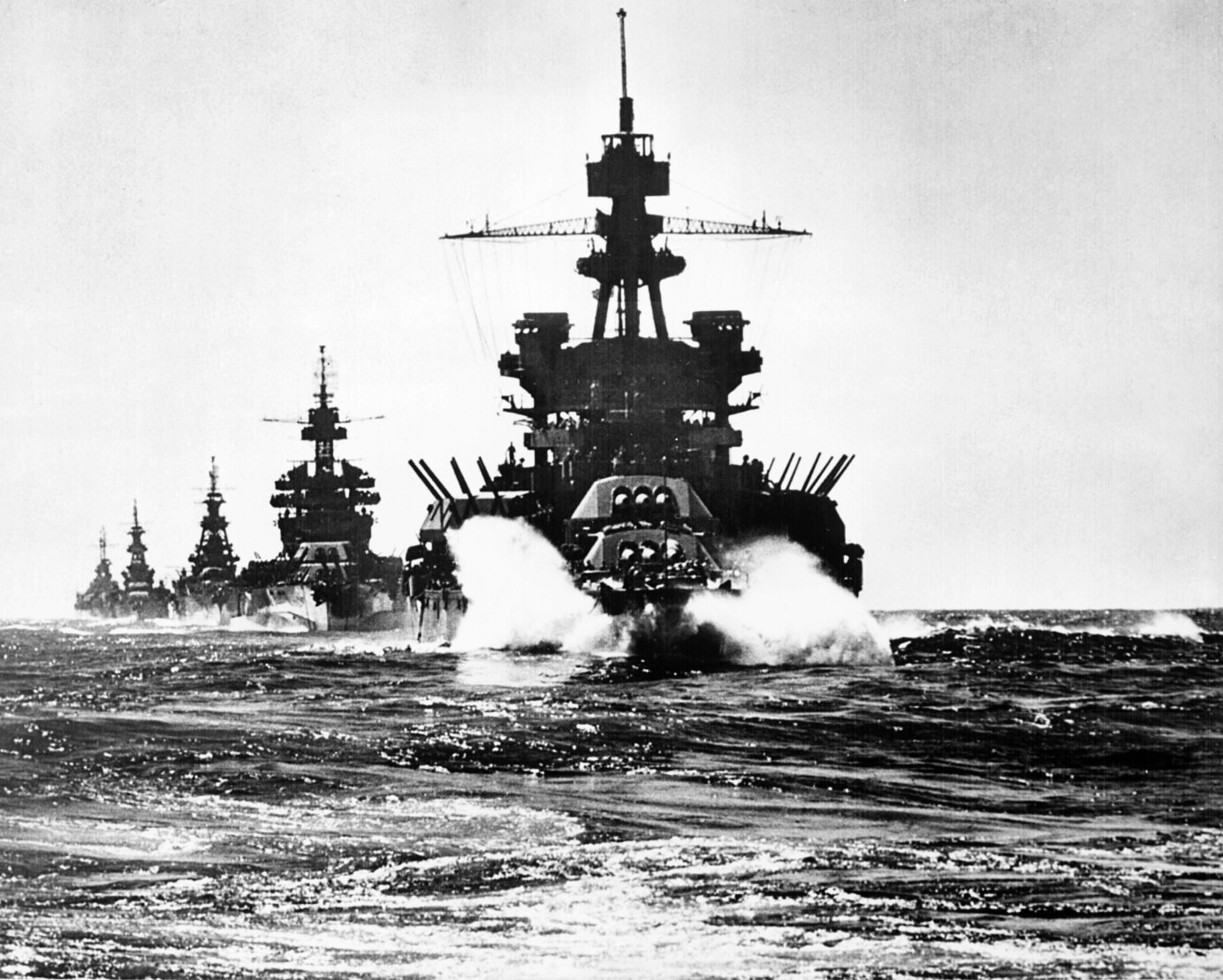
リンガエン湾に進入する戦艦ペンシルベニア以下の米第7艦隊

他方、南部へ向かったアメリカ軍2個師団は、建武集団を撃破して200 kmの前進に成功し、1月下旬にはマニラ郊外へ到達した。建武集団は陸海軍の航空部隊を集成して地上戦に転用した部隊で戦力は乏しく、残存部隊は山中の複郭陣地へ後退し、次第に組織としての統制を失っていった。連合軍は、バターン半島とマニラ南方へもアメリカ第8軍を上陸させ、多方面からマニラ市への攻撃を開始した。当初、日本側第14方面軍はマニラ市について無防備都市宣言する計画であったが、海軍や第4航空軍、大本営の反対により実現しなかった。マニラにはマニラ海軍防衛隊（司令官：岩淵三次少将）の陸戦隊などが立て篭もり、約1ヶ月間の激しい市街戦となった。3月3日にマニラは陥落したが、それまでに連合軍の激しい無差別砲爆撃によって市街地は廃墟と化した。市民の犠牲者は約10万人と言われ、米軍も民間人を巻き込んだ無差別爆撃について「当時の有色人種に対する人種差別によるもの」としている。（詳細はマニラの戦い (1945年)及びマニラ大虐殺を参照）
リンガエン湾上陸以来の戦闘により、アメリカ軍は死傷2万5千名の損害を受けた。日本軍の損害はマニラ市街戦のみで戦死1万6千名に及んだ。
バターン半島には永吉支隊（第10師団の1個連隊基幹）とコレヒドール支隊（1個大隊基幹）が展開していたのに対し、激しい砲爆撃の後にそれぞれ1月30日と2月17日にアメリカ軍が上陸して攻撃を加えた。コレヒドール島には空挺部隊も降下した。日本軍は夜襲により抵抗したが、コレヒドール要塞は3月に陥落し、生存者300人だけが永吉支隊に合流した。9月上旬に投降した時の日本軍残存兵力は僅かに約280名だった。

#### 振武集団の戦闘
振武集団は、マニラ防衛隊支援のため、2月8日より6個大隊で第一次総攻撃を行うなど、マニラ郊外において連合軍と激戦を繰り広げていた。2月23日、米第6師団、第43師団などは猛砲撃を行ったあと、戦車を中心にして包囲攻撃を開始した。対する日本軍は、3月中旬に第二次総攻撃を実施して第6師団長に重傷を負わせるなどしたが、結局3月下旬頃になると撤退を余儀なくされた。振武集団は3つに分断されてしまい、6月には第二線陣地も失って、さらに分散しての持久戦へと入った。その後、9月から11月にかけて終戦を知り降伏するまで、連合軍やゲリラとの戦闘を行った。振武集団の生存者は、当初の約10万5000名のうち終戦以後に収容された者13000名と、比島作戦終了までの捕虜1600名であった。

#### 尚武集団の戦闘

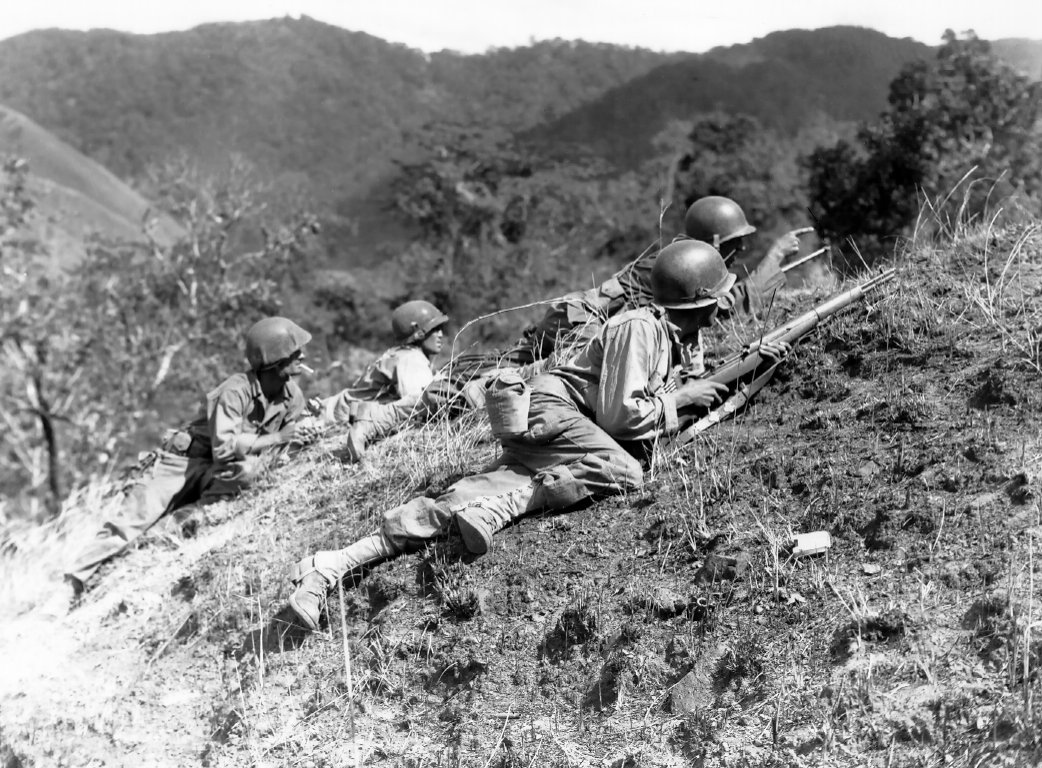
バレテ峠を匍匐前進する米軍歩兵

バギオに方面軍司令部を置いたルソン島北部の尚武集団に対し、連合軍はアメリカ第6軍の第1軍団を中心に攻撃を進め、1月下旬には沿岸の日本軍第23師団などに大打撃を与えていた。2月下旬に、連合軍は山岳地帯の日本軍陣地に対して攻撃を開始し、バギオを巡って日本軍の第23師団・独混第58旅団と交戦した。また、東部の穀倉地帯カガヤン渓谷への進入路を巡って、バレテ峠・サラクサク峠で防御にあたる第10師団・第105師団・戦車第2師団などと激戦となった。
バギオ地区では日本軍が4月までアメリカ軍の北進を阻止していたが、西海岸からナギリアン経由で迂回侵攻され、4月下旬にバギオは陥落した。その直前に方面軍司令部はカガヤン渓谷へ脱出し、ホセ・ラウレル大統領らも日本本土へ避難した。
バレテ峠でも日本軍は力戦し、陣地を侵食されながらも5月まではカガヤン渓谷への連合軍進入を防いでいた。しかし、物資や食糧が減少していくとともに戦力も低下し、6月1日についに日本軍は退却した。日本軍は、バギオから後退してきた第23師団らと合流して第二線陣地へ向かった。
その後、6月にはルソン島北端のアパリにもアメリカ軍が空挺降下し、尚武集団は包囲攻撃を受ける状況となった。残存兵は陣地に篭って最後の抵抗をしたが、日本軍各師団の兵力は約20 %ほどにまで減少していた。食糧・薬品なども不足し、飢餓や病気に倒れる者が続出する惨状となって終戦を迎える。
日本軍としては有数の穀倉地帯であるカガヤン渓谷を扼し、中央山岳地帯で持久戦を展開する予定であったようだが、バレテ峠・サラクサク峠を失うとカガヤン平野の維持は困難となり、中央山岳地帯も棚田で知られる穀倉地域であったが、決して大部隊の運用・展開に適した地形でなかった。マニラ等から民間邦人らも共に避難していて、増えた人員数の食糧調達・自活等を講じるため、米軍の爆撃を避けるため、あるいは、避難の中での混乱により、日本軍将兵や民間人らは少数の部隊で山岳地帯の奥へと分散せざるを得なくなっていた。これにより先住住民らはもともと親米派が多かったこともあり、その襲撃も受けることとなり、各部隊はさらに孤立化の度合を深め、弾薬・食糧の補給もいっそう困難となっていった。
その結果、日本軍の多くの部隊は飢餓や病気、あるいは現地人ゲリラらの攻撃を受けた。また、USAFIP(NL)などは、日本軍進攻当初から投降を拒否した米軍将兵と現地フィリピン兵士らに現地志願者が加わって戦い続けていたゲリラ部隊で、武装も米軍から引継ぎ、かなりの装備を持っていた。このUSAFIP(NL)はマニラ島北部・西部やカガヤン渓谷等で活動、マニラ島北部で1945年5月から6月頃には正規米軍の進撃に先立って日本軍を敗走させる状況になっていた。マニラ攻撃の前、山下の部隊約8万がイフガオ州の山中に立て籠ったとも言われるが、最終的に生きて投降してきたのは3万人だったとされる。

#### フィリピンでの特別攻撃隊

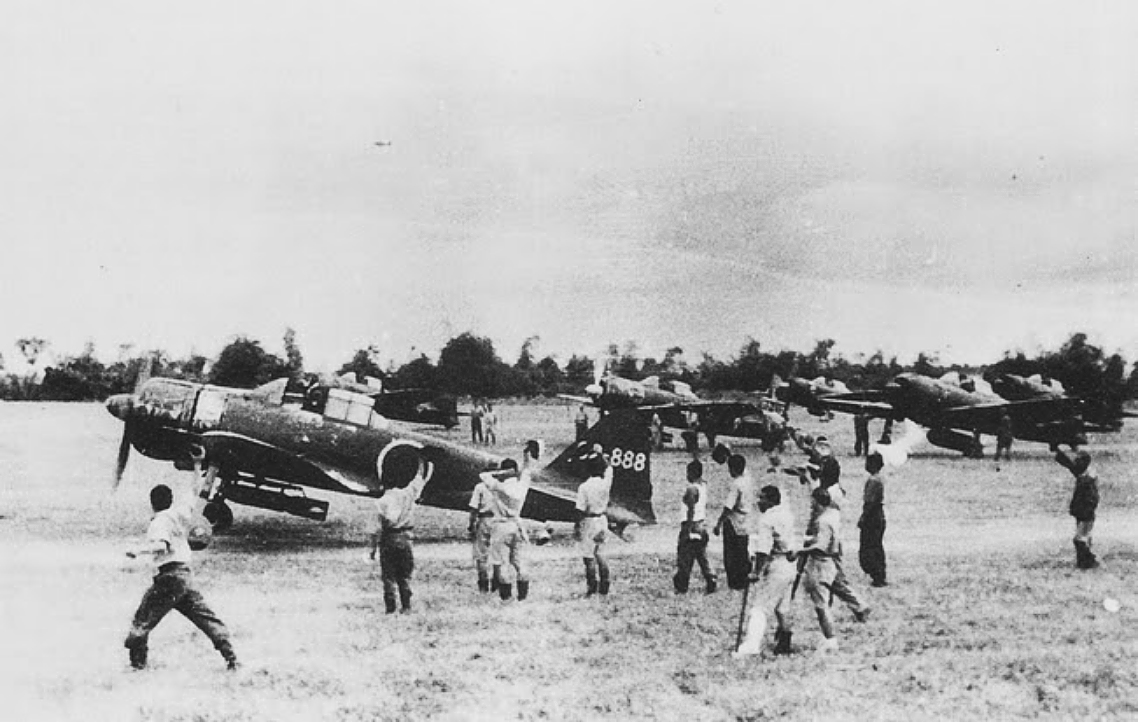
出撃する神風特別攻撃隊「敷島隊」

レイテ沖作戦で海軍が神風特別攻撃隊を出撃させると、陸軍も日本本土で編成していた「万朶隊」や「富嶽隊」をフィリピンに進出させて第4航空軍の指揮下に入れ、陸海軍ともに多数の特攻機を繰り出し、フィリピン戦で海軍航空隊は特攻機333機を投入し、420名の搭乗員を失い、陸軍航空隊は210機を特攻に投入し、251名の搭乗員を失った。一方で連合軍は、特攻によりフィリピンだけで、22隻の艦艇が沈められ、110隻が撃破された。これは日本軍の通常攻撃を含めた航空部隊による全戦果のなかで、沈没艦で67 %、撃破艦では81 %を占める。フィリピン戦における日本陸海軍合計での特攻による損失機数は、戦闘における全損失機数約4,000機の14 %と戦果の割りに少ないと言われることもあるが、この比率には、特攻予定機であっても例えば敵艦遭遇以前に敵航空機等に発見され、特攻に至ることもないまま撃墜された機数等は含まれていないので、注意を要する。比較対象の出来るものとして、レイテ沖海戦前後の10月21日から25日の間、特攻を行わなかった数百機からなる第ニ航空隊がほとんど戦果をあげることなく多くの搭乗員が撃墜され戦死したことに対し、十数機の第一航空隊が11機の零戦の損失で護衛空母1隻、他5隻の損害を与えていることがあげられる。もっともこれも、第一航空隊は、25日まで複数の未帰還機（事故による？）を出しつつも一切会敵することがなかったため、艦船遭遇以前に敵航空機等に発見され攻撃を受けていれば、どの程度の数字になっていたかは分からない。米軍調査資料には、特攻は戦力の消耗に比し大きな成果をあげたことを示すものもある。
特攻が大きな戦果を挙げた要因はその命中率の高さにあった。アメリカ軍の公式資料によれば、フィリピン戦の期間中、航空機による通常攻撃の命中率はわずか3.3 %に過ぎなかったが、特攻の命中率は31.9 %と高い水準であり、単純な命中率でいえば通常攻撃の約10倍であった。とはいえ、命中1回当たりの特攻による機体の損耗率は当然100%となるが、通常攻撃による機体の損耗率は16%のため1機が平均6回以上攻撃を試みることができるため、最終的には1.6倍程度の効率にはなるものの、2倍といった効率にはならない。この命中率は、アメリカ海軍の対空装備の射程範囲内に入った航空機の命中率（目標に到達する前に米軍機に攻撃され撃墜あるいは追い払われたものまで入れれば約16％と見られる）で艦載機に撃墜された航空機も母数に入っているが、実際に攻撃してきた特攻機の命中率はさらに向上し、1944年10月から1945年3月までの平均で56 %にも上ったともいう。しかし逆に、先のアメリカ軍の公式資料によれば、1944年10月から1945年1月までの成功率に比し、1945年2月から同年5月までの成功率は下がったとされている。対ゼロ戦空戦戦術「サッチウィーブ」の考案者でもあり、フィリピン戦時は航空参謀であったジョン・サッチ少佐は、特攻について「我々が誘導ミサイルを手にする以前の誘導ミサイルであった」「人間の脳と目と手で誘導され、誘導ミサイルよりさらに優れていた」「時代の先を行く兵器であった」と語ったという。ただし、サッチは、特攻機対策である「ビッグ・ブルー・ブランケット」という方法の考案者でもあり、こちらは「サッチウィーブ」ほど名高くならなかったため、自身の業績を自賛し、評価を上げんがための発言だった可能性も強い。
特攻で被った損害を重く見たアメリカ軍の司令官たちは、それぞれに特攻が戦局に与える影響を懸念し始めた。連合軍太平洋方面軍・アメリカ太平洋艦隊司令チェスター・ニミッツ元帥は「神風特別攻撃隊という攻撃兵力はいまや連合軍の侵攻を粉砕し撃退するために、長い間考え抜いた方法を実際に発見したかのように見え始めた」と憂慮し、ハルゼーは「いかに勇敢なアメリカ軍兵士と言えども、少なくとも生き残るチャンスがない任務を決して引き受けはしない」「切腹の文化があるというものの、誠に効果的なこの様な部隊を編成するために十分な隊員を集め得るとは、我々には信じられなかった」と衝撃を受けて、マッカーサーも「カミカゼが本格的に姿を現した。この恐るべき出現は、連合軍の海軍指揮官たちをかなりの不安に陥れ、連合国海軍の艦艇が至るところで撃破された。空母群はカミカゼの脅威に対抗して、搭載機を自らを守る為に使わねばならなくなったので、レイテの地上部隊を掩護する事には手が回らなくなってしまった」と指摘した。
しかし、陸軍の第4航空軍が、特攻に加えて、飛行場や揚陸基地といったアメリカ軍の弱みを巧みについた作戦を展開していたのに対して、海軍は特攻を主体としてアメリカ軍空母部隊を主要目標としていたため、特攻はアメリカ軍に大きな損害を与えたものの、進撃を撃退するまでには至らず、アメリカ軍はレイテ島、ミンダナオ島、ルソン島と進撃を続けたので、特攻は結局のところは遅滞戦術のひとつに過ぎなかった。マッカーサーは特攻機とアメリカ艦隊の戦闘を見て「ありがたい。奴らは我々の軍艦を狙っているが、ほとんどの軍艦は一撃をくらっても耐えうるだろう。しかし、もし奴らが我々の軍隊輸送船をこれほど猛烈に攻撃してきたら、我々は引き返すしかないだろう。」と日本軍の攻撃目標選定の誤りを指摘した。アメリカ軍の公式記録でも、「特攻が開始されたレイテ作戦の前半には、レイテ海域に物資を揚陸中の輸送艦などの「おいしい獲物」がたっぷりあったのに対して、アメリカ軍は陸上の飛行場が殆ど確保できていなかったので、非常に危険な状況であったが、日本軍の航空戦力の主力は通常の航空作戦を続行しており、日本軍が特攻により全力攻撃をかけてこなかったので危機は去った。」と評価していた。もっとも、これらは日本機の機体数やパイロット数を把握してない見解で、例えばレイテ沖で米軍の船団を見た零戦パイロットの角田和男は、そもそも米国側の船舶量が異なり、日本軍の戦闘機やパイロットの数では1機1艦が成功してさえとても勝てる状況ではなかったと評している。
フィリピンの防衛には失敗したものの、日本軍はレイテ戦における特攻の成功から、特攻の効果に自信を持った。また、フィリピンを失い、いよいよ日本本土にもアメリカ軍が迫るといった追い詰められた状況では、特攻にしか頼る道はないとの日本軍の窮状もあって、沖縄戦では特攻戦法を軸にして戦うという方向性が示され、日本軍内の特攻に対する反対意見は次第に封殺されていくこととなった。一方で、フィリピンで異常な体当たり戦法に思わぬ損害を被ったアメリカ軍は、数々の特攻対策を講じてそれを迎え撃ち、沖縄戦では第二次世界大戦でも最大級の空海の激戦が繰り広げられることとなった。

### 他地域の戦闘

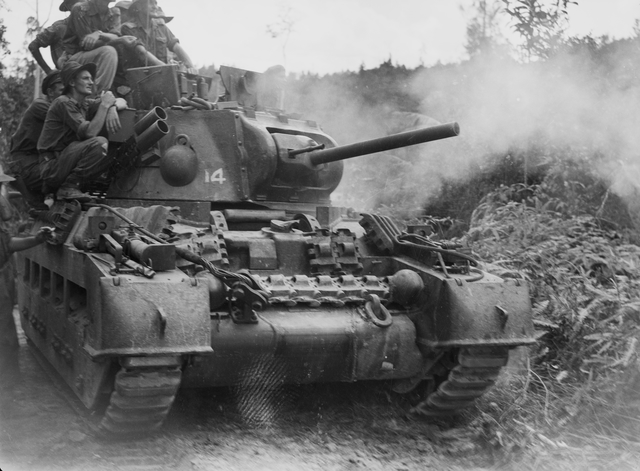
ボルネオ地区タラカン島で作戦中のオーストラリア軍戦車

比島作戦ではレイテ島やルソン島以外の島でも激しい戦闘が行われた。マッカーサー大将の強い希望を受けて連合軍はフィリピン全島を攻略する方針を決め、中南部フィリピン攻略の「ヴィクター作戦（Operation VICTOR）」を開始した。ルソン戦中の2月にベルデ島、ルバング島、パラワン島へ上陸し、3月にはミンダナオ島、プルアス島、セブ島、4月にホロ島、ボホール島ほかにも上陸した。これらの戦闘に連合軍側は、アメリカ軍5個師団などを投入し、大規模かつ徹底的な攻撃を行った。ボルネオ島にも5月にオーストラリア軍2個師団が侵攻した。対する日本軍はレイテ島とルソン島に戦力を集めており、連合軍侵攻時点で防衛担当の第35軍及び第37軍指揮下に残っていたのは戦闘力のない兵站部隊や飛行場部隊などが多かった。戦闘部隊は額面上は4個師団と3個旅団あったが、いずれもレイテ戦で消耗した部隊や第二線級の治安部隊であった。それでもトンネルなどを活用した陣地を構築しており、各部隊は非戦闘部隊も一丸となってしばしば果敢な抵抗を試みた。

#### ミンダナオ島の戦い
残る地域のうちミンダナオ島に日本軍は最大の兵力を残していた。第30師団（レイテ戦で半減）と第100師団を主力として、他に独立混成第54旅団、第2飛行師団地上要員、海軍の第32特別根拠地隊などが配備されていた。これに対して連合軍は、米第24師団、第31師団、第40師団を上陸させ、現地にいた米比軍ゲリラ部隊（ユサッフェ）約33000名と共同作戦を行った。まず連合軍は西部のサンボアンガへ3月10日に上陸して、独混第54旅団を撃破した。つづいて4月に南岸へ上陸してダバオ攻略を目指したのに対し、日本軍は主力の第100師団がダバオ西方で約2ヶ月間防戦を続け、6月にアポ山へと後退して自活態勢に移った。第30師団は北部区域において戦闘していたが、6月頃に東部へ撤退した。

#### ビサヤ諸島の戦い
ビサヤ諸島（ヴィサヤ諸島）にはレイテ島以外にも日本軍の航空基地が多く存在したが、すでに機能停止状態だった。守備兵力は第102師団（レイテ戦で2個大隊と砲兵隊喪失）が、セブ島やパナイ島、ネグロス島、パラワン島に分散配置されていた。パラワン島が最初に占領され、以後、各島への侵攻が続いた。防衛の中心のセブ島には3月26日に米軍のアメリカル師団が上陸した。後方部隊中心の約14500名からなる日本軍は上陸直後に激しく抵抗し、その後も第14方面軍司令部の指導により玉砕は避けて持久戦に移行した。ネグロス島などにもアメリカ軍が上陸した。

#### スールー諸島の戦い
スールー諸島のホロ島では、4月9日のアメリカ軍第41師団上陸に対し、日本軍の独立混成第55旅団（レイテ戦で1個大隊喪失）が迎え撃った。独混第55旅団は約半数を失って山中に撤退したが、そこでもゲリラによる攻撃を受けて終戦までにほぼ全滅した。

#### ボルネオの戦い
ボルネオ地区にはイギリス軍及びオーストラリア軍第2軍（第7・第9師団）が侵攻し、日本側の独立混成第56・第71旅団と交戦した。5月1日のタラカン島上陸を皮切りに、7月1日には第二次世界大戦最後の大規模上陸作戦であるバリクパパン上陸などが行われ、各地で終戦まで激戦が続いた。

### 終戦
フィリピン方面の日本軍で最初に終戦を知ったのは、8月15日に情報を得た第14方面軍司令部である。司令部は1人でも多くの将兵を日本本土へ帰還させることが最後の任務と考え、18日に終戦の詔書の文面をコピーして各部隊に渡すことを始め、24日に慰霊祭を行い、31日に下山して、その後は転々と連合軍の軍事施設を回った後、バギオの基地へと移動した。そして9月3日、山下奉文大将はマッカーサー元帥と共に降伏文書調印式に参加して降伏文書に署名した。ここに比島攻略作戦を含む一連の捷一号作戦が幕を閉じたのである。
ルソン島北部の山岳地帯に撤退し山中に篭もるような戦術をとったことについては、日本では表立っては米軍が台湾戦等で打撃を受ければ反撃のチャンスが来るからと説明された。また、武藤章は、その遺著で、米軍を引きつけることにより、米軍の日本本土への進攻を遅らすためであったと主張している。しかし、その結果として、一部でこそ米正規軍とのかなりの戦闘もあったものの、むしろ山中での飢餓・病気・ゲリラ襲撃によりいつの間にか兵力が消え去り、当初は二十数万人いたともみられる戦力が戦争が終わったときには生存者が5万人となっていた。これほどの大軍が何もしないまま消え去ったことは戦史上かつて例を見ないと評する意見もある。
1958年（昭和33年）、フィリピンにおける遺骨収集および現地追悼を目的とした政府派遣団が出発、同年3月に帰国。同月11日、九段会館において厚生省主催によるフィリピン方面戦没者追悼式が執行された。追悼式に当たり、昭和天皇、香淳皇后から生花が贈られた。

## 結果
レイテ沖海戦で連合艦隊が壊滅した事で、日本軍は完全に補給を断たれ、レイテ島10万、ルソン島25万に取り残された形となり、1945年6月までの戦闘で主力部隊が壊滅した以降はジャングルを彷徨いながら散発的な戦闘を続けるだけとなった。多くが餓死し、マラリアなどの伝染病や戦傷の悪化、現地ゲリラの襲撃等により死んでいった。フィリピン進攻以降のフィリピンの戦いでの日本軍の戦死者（戦病死者を含む）は日本軍が太平洋戦争で戦った全戦線において最も多い
以下は、日米両軍の人的損害である。
| 戦場                   | 戦死・戦病死 | 戦傷   | 合計    | 脚注   |
| ---------------------- | ------------ | ------ | ------- | ------ |
| レイテ島               | 80,557       | 828    | 81,385  | [ 74 ] |
| ルソン島               | 205,535      | 9,050  | 214,585 | [ 75 ] |
| フィリピン中央部・南部 | 50,260       | 2,695  | 52,955  | [ 76 ] |
| 合計                   | 336,352      | 12,573 | 348,925 | -      |

| 戦場                   | 戦死・戦病死 | 戦傷                   | 合計    | 脚注          |
| ---------------------- | ------------ | ---------------------- | ------- | ------------- |
| レイテ島               | 3,593        | 11,991                 | 15,584  | [ 77 ]        |
| ルソン島               | 8,310        | 戦傷29,560・戦病93,422 | 140,352 | [ 75 ] [ 78 ] |
| フィリピン中央部・南部 | 2,070        | 6,990                  | 9,060   | [ 76 ]        |
| 合計                   | 13,973       | 戦傷48,541・戦病93,422 | 164,996 | -             |

連合軍はフィリピン各地に飛行場を設置し、航空機による通商破壊を本格化して日本の南方航路を封鎖した。日本は、戦艦まで輸送任務に転用して北号作戦や南号作戦を行い資源輸送に努めたが、1945年3月を最後に南方航路は閉鎖に至った。日本はインドネシアの油田地帯などを依然として確保していたが、シーレーンの遮断により燃料供給を断たれ、艦隊の行動はおろか航空機を飛ばすことすら難しくなった。この頃になるとサイパン基地から発進したB-29による本土空襲が本格化し、工場地帯も都市も次々焼き払われ、国民の生存すら困難に陥った。大本営は戦争の勝敗よりも、いかにして講和に繋ぐかを模索しはじめた。45年初頭には米軍はいよいよ本土への侵攻を開始した。（日本本土の戦い・沖縄戦）

## フィリピンの戦争被害

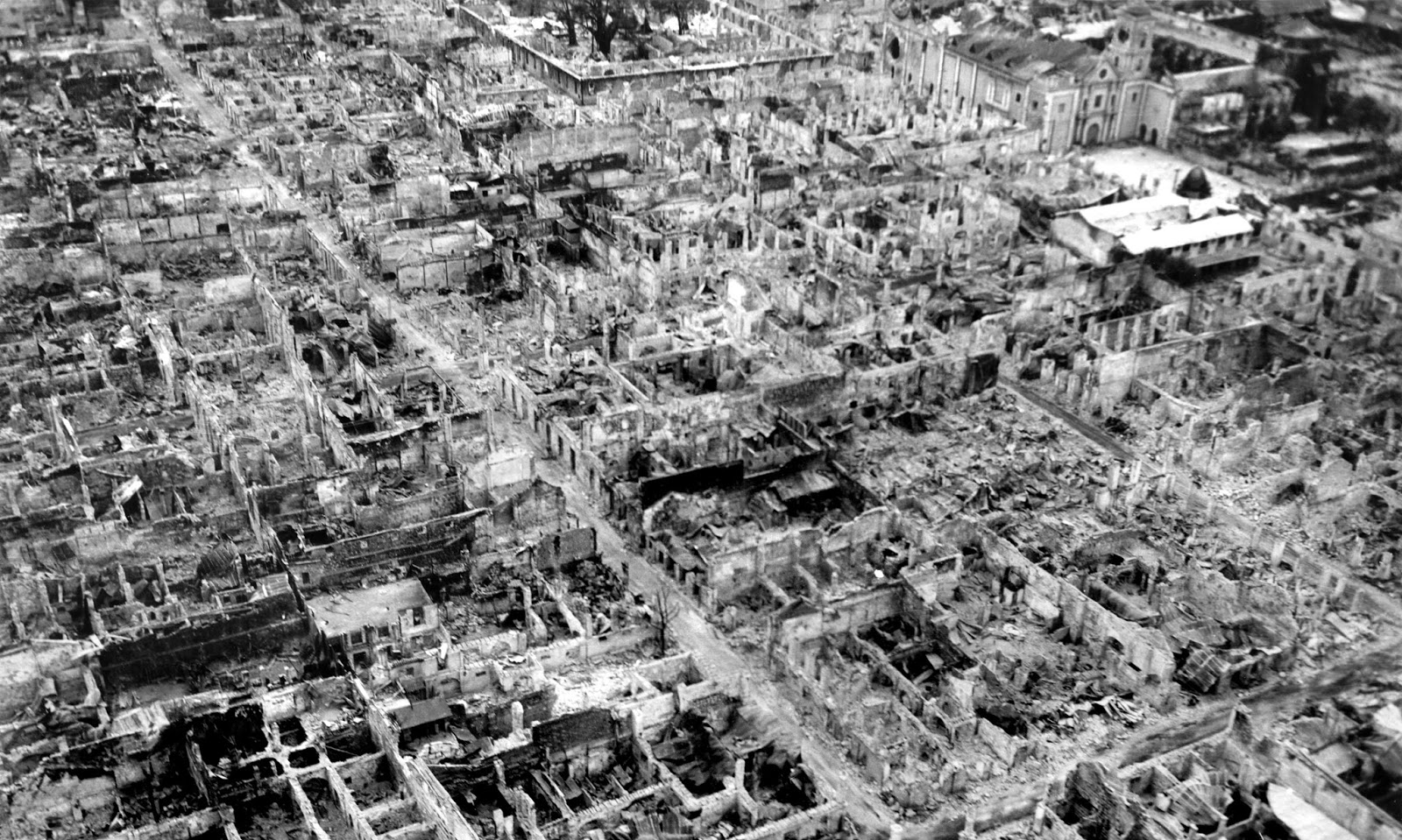
市街戦によって破壊されたマニラ市街

この戦いの結果、フィリピン全土が戦場となり、約100万人以上にもなるフィリピン人の死者を出した。日中戦争から太平洋戦争までの15年間の戦争における日本人の死者数は約310万人であり、当時の日本の人口は約7,200万人であるから、日本人の約4 %が死亡したことになるが、フィリピンの当時の人口は約1,600万人であり、そのうち約100万人以上が死亡し、その比率は約7 %となり、人口比では日本の2倍近くになる。また、マニラなどの主要都市は壊滅し、廃墟と化した。
また終戦後も各地で残留日本兵が戦闘を継続した。

## フィリピンの戦い(1944-1945年)を題材とした作品

### 体験記
- 大岡昇平『俘虜記』、1949年
- 山本七平『ある異常体験者の偏見』、1974年
- 同、『私の中の日本軍』、1975年
- 同、『一下級将校の見た帝国陸軍』、1984年
- 堀栄三『大本営参謀の情報戦記―情報なき国家の悲劇』、1989年
- 藤原則之『在留日本人の比島戦-フィリピン人との心の交流と戦乱』、光人社 2007年 - 1944年9月に現地召集された日本人の手記。
- 小松真一『虜人日記』、1975年

### 小説
- 大岡昇平『レイテ戦記』、1971年 - 極めて詳細な資料調査に基づくが、戦史ではなく小説であるとされる。
- 同、『野火』、1952年
- 山崎豊子『二つの祖国』
- 深田祐介『炎熱商人』、1982年

### 映画
- 『第七機動部隊（英語版）』1952年、アメリカ、監督：レスリー・セランダ
- 『日の果て』1954年、松竹、監督：山本薩夫
- 『野火』1959年、大映、監督：市川崑／2015年、監督：塚本晋也
- 『マッカーサー』1977年、アメリカ、監督：ジョセフ・サージェント
- 『大日本帝国』1982年、東映、監督：舛田利雄
- 『北緯15°のデュオ』1991年、「北緯15°のデュオ」の上映を成功させる会、監督：根本順善
- 『戦場のアンジェリータ 従軍慰安婦の叫び』1993年、フィリピン、監督：セルソ・アド・カスティロ
- 『きけ、わだつみの声 Last Friends』1995年、東映、監督：出目昌伸
- 『グレート・レイド 史上最大の作戦（英語版）』2005年、アメリカ、監督：ジョン・ダール

### テレビドラマ
- 『マンゴーの樹の下で〜ルソン島、戦火の約束〜』2019年、NHK総合